# Turmhügel Burgrasen
Der Turmhügel Burgrasen ist eine abgegangene Turmhügelburg (Motte) etwa 200 Meter westnordwestlich der Ortsmitte von Plesten, einem Gemeindeteil von Neustadt bei Coburg im Landkreis Coburg in Bayern.
Von der ehemaligen Mottenanlage ist nichts erhalten.